# 布尔扎讷河畔蒙福尔
布尔扎讷河畔蒙福尔（法語：Montfort-sur-Boulzane，法語發音：[mɔ̃fɔʁ syʁ bulzan] ⓘ）是法国奥德省的一个市镇，属于利穆区。

## 地理
布尔扎讷河畔蒙福尔（42°44'34"N, 2°18'28"E）面积33.32 平方千米，位于法国奧克西塔尼大區奥德省，该省份为法国南部沿海省份，北起塔恩省，西北接上加龙省，西接阿列日省，南至东比利牛斯省，东临地中海，东北与埃罗省接壤。
与布尔扎讷河畔蒙福尔接壤的市镇（或旧市镇、城区）包括：库诺祖尔、然克拉、盖特河畔圣科隆布、萨尔沃济讷、莫塞特、拉布耶、维拉。
布尔扎讷河畔蒙福尔的时区为UTC+01:00、UTC+02:00（夏令时）。

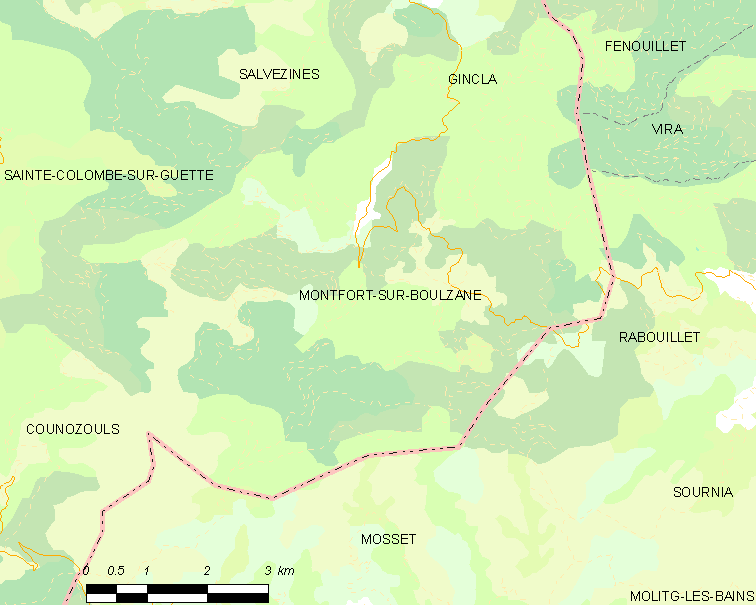
布尔扎讷河畔蒙福尔的OSM定位图

## 行政
布尔扎讷河畔蒙福尔的邮政编码为11140，INSEE市镇编码为11244。

## 政治
布尔扎讷河畔蒙福尔所属的省级选区为上奥德河谷县。

## 人口

1962-2008年间布尔扎讷河畔蒙福尔人口变化图示

布尔扎讷河畔蒙福尔于2022年1月1日时的人口数量为88人。